# Grupo de interesse
Um grupo de interesse é uma organização constituída por pessoas que compartilham pelo menos um interesse comum e que atuam em prol do seu objetivo. Diferentemente dos grupos de pressão, um grupo de interesse não depende prioritariamente das relações com entidades públicas e, caso não pretenda alterar políticas públicas, pode até mesmo prescindir destas relações para a execução do seu objetivo. Grupos de interesse são vistos como componentes necessários numa democracia pluralista.
São reconhecidos por Gianfranco Pasquino seis recursos que influenciam as probabilidades de sucesso de uma Organização de Interesse, nomeadamente o número de participantes ou membros inscritos, os recursos financeiros disponíveis, a representatividade, a qualidade e a amplitude dos conhecimentos utilizáveis, a colocação estratégica no processo produtivo e nas atividades sociais essenciais ao funcionamento do sistema político, e, por fim, a facilidade de intervenção (Pasquino, 2010; pág. 115). Dois dos tidos como os mais importantes são: o número de participantes ou de membros inscritos, na medida em que detêm dois pontos distintos de interferência: um direto, onde os resultados eleitorais de um ou mais candidatos e de partidos políticos são diretamente afetados pelo voto dos seus inscritos; e um indireto, através da não aceitação de decisões pouco favoráveis e financiando atividades a favor ou contra os decision-makers (Pasquino, 2010; pág. 116); e o número de recursos financeiros, uma vez que, com a sua ausência, dar-se-ia a impossibilidade de cumprir os seus objetivos, entre os quais, subsidiar as campanhas eleitorais de candidatos e de partidos políticos, passando também pela aquisição de páginas de publicidade em jornais e pela transmissão de canais televisivos. (Pasquino, Gianfranco (2010). Curso de Ciência Política. 2ª ed. Cascais: Principia. pp. 109-108).

## Tipos de grupo

### Específicos
Grupos específicos ou seccionais, representam os interesses de seus membros. Incluem:
- grupos de negócios, tais como FIESP;
- corporações profissionais, tais como a Ordem dos Advogados do Brasil; e
- sindicatos.

Além de representar o interesse de seus membros, estes grupos podem ter influência em questões mais amplas, e podem ter uma ideologia política definida, tal como o socialismo na CUT do Brasil, ou a ideologia capitalista, como no caso da FIESP.

### Promocionais
Grupos promocionais (também conhecidos como grupos de causa ou de atitude) buscam influenciar politicamente uma determinada área, tal como o meio-ambiente (Greenpeace), tabagismo (ABIFUMO) ou a proteção da Mata Atlântica (SOS Mata Atlântica). Estes grupos são menos suscetíveis de se aliar a ideologias políticas ou buscar influência política em outras áreas.

### Brigadas de incêndio
Grupos conhecidos por brigadas de incêndio fazem pressão por questões específicas e de momento, tal como o Movimento Cansei ou o Feirão do Imposto. Geralmente, esses grupos se desfazem tão logo a questão em pauta tenha sido solucionada.